# اول کریستین ویبی
اوله کریستین ویبی یک راننده حرفه‌ای رالی اهل کشور نروژ است که برای تیم هیوندای موتوراسپرت در کلاس رالی ۲ در سری مسابقات رالی قهرمانی جهان رانندگی می کند.